# Ivo Urbančič
Ivo Urbančič, né le 12 novembre 1930 à Robis (Royaume d'Italie, aujourd'hui Robič en Slovénie) et mort le 7 août 2016 à Ljubljana (Slovénie), est un philosophe slovène.
Il est considéré comme l'un des pères de l'école phénoménologique en Slovénie.

## Biographie
- Formation :	
  - Université de Vienne
  - Université de Cologne

## Publications (sélection)
- (sl) Evropski nihilizem (Le nihilisme européen), Ljubljana, 1971 ;
- (sl) Leninova "filozofija" (« Philosophie » Lénine), Maribor, 1971 ;
- (sl) Vprašanje umetnosti in estetike na prelomu sodobne epohe: estetska in filozofska misel Dušana Pirjevca (La Question de l'art et de l'esthétique au point tournant de notre époque : la pensée philosophique et esthétique de Dušan Pirjevec), Ljubljana, 1980 ;
- (sl) Uvod v vprašanje naroda (Introduction à la question de Nation), Maribor, 1981 ;
- (sl) Neosholastika na Slovenskem (Néoscholastique dans les États slovènes), Ljubljana, 1983 ;
- (sl) Zaratustrovo izročilo I & II (Héritage de  Zarathoustra I & II), Ljubljana, 1993 & 1996 ;
- (sl) Moč in oblast (Pouvoir et authorité), Ljubljana, 2000 ;
- (sl) Nevarnost biti (Le Danger d'être), Ljubljana, 2003 ;
- (sl) Zgodovina nihilizma (L'Histoire du nihilisme), Ljubljana, 2011.
- Povijest nihilizma (L'Histoire du nihilisme), Zagreb, 2019